# Kirtland Air Force Base
Kirtland Air Force Base är en militär flygplats (IATA: ABQ, ICAO: KABQ) och anläggning som tillhör USA:s flygvapen och som är belägen i Bernalillo County utanför den sydöstra delen av staden Albuquerque i delstaten New Mexico. Flygbasen är uppkallad efter flygarpionjären Roy C. Kirtland (1874-1941) som rekommenderade den unge Henry H. Arnold att flygutbilda sig och det var Arnold som med stöd av de efterlevande som drev igenom namnbytet från det tidigare Albuquerque Army Air Base. 
Den militära flygplatsen delar rullbanor med den civila trafikflygplatsen Albuquerque International Sunport.

## Bakgrund

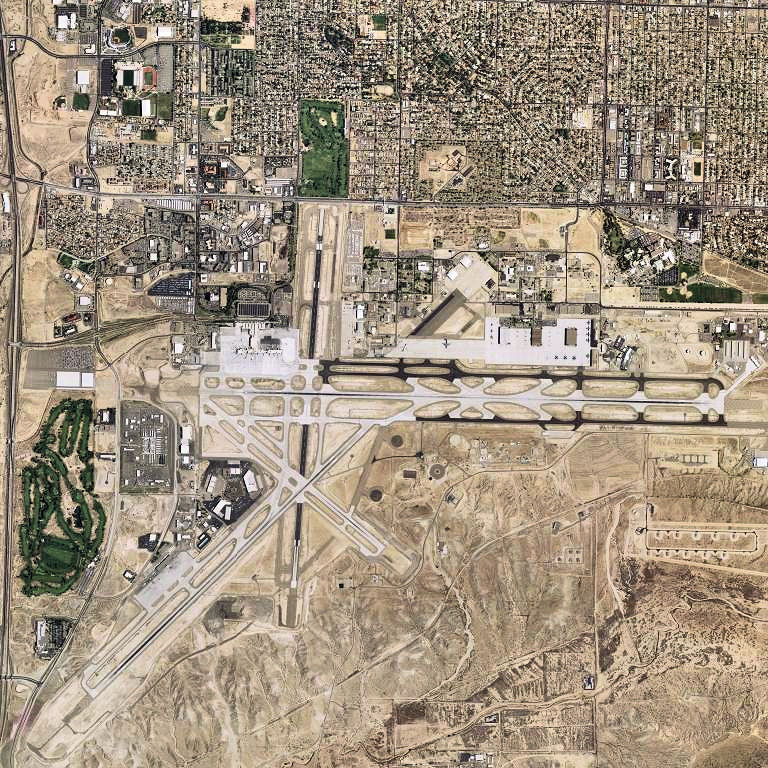
Satellitbild via USGS från 2006

Byggandet av den militära delen av den civila flygplatsen påbörjades i januari 1941 och togs i drift i augusti samma år. Kirtland fick en viktig roll för att tillgodose flygtransporter av materiel och personal i Manhattanprojektet vid Los Alamos National Laboratory. Under det kalla kriget så dominerades verksamheten på Kirtland Air Force Base kring utveckling och vidareutveckling av kärnvapenrelaterad forskning och utveckling, exempelvis effekterna av elektromagnetisk puls på olika flyg och vapensystem och hur det kan motverkas. 

## Verksamhet

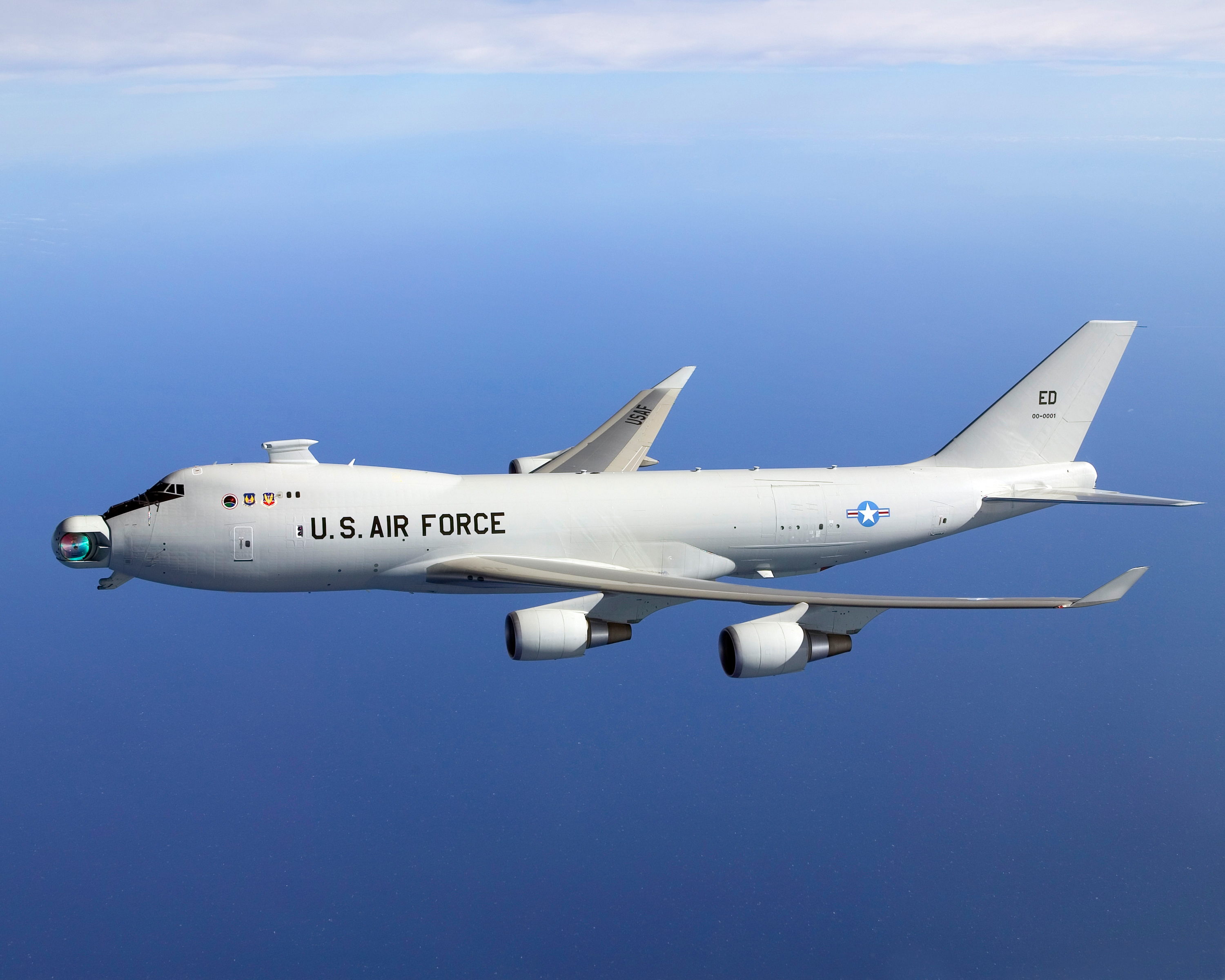
YAL-1 var en modifierad Boeing 747-400 som utrustatades med en kraftig laser för att bekämpa ballistisk robotar som möjlig en del av USA:s missilförsvar. Projektet pågick från 2002 till 2010 och flygplanet skrotades 2014.

Kirtland Air Force Base är den största anläggningen inom Air Force Global Strike Command och den sjätte största inom USA:s flygvapen i sin helhet med en yta på 25 000 hektar och 23 000 anställda. 377th Air Base Wing är värdförband för hela anläggningen.
På Kirtland finns Air Force Nuclear Weapons Center (NWC, som ingår i Air Force Materiel Command) att förvara, lagerhålla och vidareutveckla en stor del av USA:s kärnvapenarsenal för både energidepartementet och försvarsdepartementet. Drygt 1 900 kärnvapen förvaras på området. Flygvapnets forskningslaboratorium, Air Force Research Laboratory (AFRL), har flera av sina avdelningar på området. Air Force Operational Test and Evaluation Center (AFOTEC) har även sitt högkvarter här, liksom Space and Missile Systems Center (SMC) som ingår i USA:s rymdstyrka. Sandia National Laboratories som drivs av ett dotterbolag till Honeywell International på uppdrag av USA:s energidepartement har sitt säte och huvudanläggning på området.
Kirtland är även bas för 58th Special Operations Wing som är ett utbildningsförband inom Air Education and Training Command för olika flygplan och helikoptertyper samt tiltrotorflygplanet CV-22 Osprey som används av flygvapnets specialförband som är organiserade i Air Force Special Operations Command. 150th Special Operations Wing som ingår i New Mexicos flygnationalgarde är även förlagd på Kirtland.